# Virginia Kirchberger
Virginia Kirchberger (Wenen, 25 mei 1993) is een Oostenrijks voetbalspeelster. Ze speelt als verdediger voor Austria Wien in de ÖFB-Frauenliga.

## Clubcarrière
Kirchberger kwam in haar jeugdjaren uit voor SV Aspern alvorens ze voor USC Landhaus Wien haar debuut maakte in de ÖFB-Frauenliga. Voorafgaand aan het seizoen 2009/10 werd zij gecontracteerd door FC Bayern München.  Voor de Duitse club kwam ze enkel uit in het tweede elftal, waarvoor ze debuteerde op 20 september 2009 tegen ASV Hagsfeld. In 2011 vertrok Kirchberger naar competitiegenoot BV Cloppenburg. Op 28 augustus 2011 maakte ze haar debuut in de Bundesliga in een wedstrijd tegen FSV Gütersloh 2009. In haar eerste seizoen kwam ze tot achttien competitiewedstrijden waarin ze tweemaal tot scoren kwam. Met Cloppenburg promoveerde en degradeerde Kirchberger in en uit de Bundesliga.
Voor het seizoen 2014/15 werd Kirchberger gecontracteerd door MSV Duisburg. Op 31 augustus 2014 debuteerde ze voor de club in een 1-2 thuisnederlaag tegen SG Essen-Schönebeck. Sinds januari 2015 droeg Kirchberger de aanvoerdersband van MSV Duisburg. Na de degradatie van MSV Duisburg stapte ze over naar deelstaatgenoot 1. FC Köln. Na een seizoen degradeerde ze ook met deze club, waarna Kirchberger terugkeerde bij het terug naar Bundesliga gepromoveerde MSV Duisburg. Vanaf 2018 kwam ze in Duisburg eveneens uit voor SC Freiburg.
Voorafgaand aan het seizoen 2020/21 tekende Kirchberger een contract bij Eintracht Frankfurt. In de december 2021 werd haar contract vroegtijdig verlengd tot medio 2024. Nadat haar contract afliep, keerde Kirchberger in de zomer van 2024 terug in haar geboorteland bij Austria Wien.

## Statistieken
| Seizoen | Club                 | Land       | Competitie        | Wedstrijden | Doelpunten |
| ------- | -------------------- | ---------- | ----------------- | ----------- | ---------- |
| 2009/10 | FC Bayern München II | Duitsland  | Tweede Bundesliga | 17          | 0          |
| 2010/11 | FC Bayern München II | Duitsland  | Tweede Bundesliga | 14          | 0          |
| 2011/12 | BV Cloppenburg       | Duitsland  | Tweede Bundesliga | 19          | 2          |
| 2012/13 | BV Cloppenburg       | Duitsland  | Tweede Bundesliga | 21          | 3          |
| 2013/14 | BV Cloppenburg       | Duitsland  | Bundesliga        | 18          | 2          |
| 2014/15 | MSV Duisburg         | Duitsland  | Bundesliga        | 22          | 1          |
| 2015/16 | 1. FC Köln           | Duitsland  | Bundesliga        | 18          | 2          |
| 2016/17 | MSV Duisburg         | Duitsland  | Bundesliga        | 22          | 1          |
| 2017/18 | MSV Duisburg         | Duitsland  | Bundesliga        | 21          | 1          |
| 2018/19 | SC Freiburg          | Duitsland  | Bundesliga        | 13          | 0          |
| 2019/20 | SC Freiburg          | Duitsland  | Bundesliga        | 20          | 1          |
| 2020/21 | Eintracht Frankfurt  | Duitsland  | Bundesliga        | 15          | 0          |
| 2021/22 | Eintracht Frankfurt  | Duitsland  | Bundesliga        | 9           | 0          |
| 2022/23 | Eintracht Frankfurt  | Duitsland  | Bundesliga        | 4           | 0          |
| 2023/24 | Eintracht Frankfurt  | Duitsland  | Bundesliga        | 13          | 0          |
| 2024/25 | Austria Wien         | Oostenrijk | ÖFB-Frauenliga    | 17          | 2          |
| Totaal  | Totaal               | Totaal     | Totaal            | 263         | 15         |

Laatste update: 5 april 2025

## Interlandcarrière
Kirchberger maakte in 2010 haar debuut in het Oostenrijkse nationale team. In 2017 was ze onderdeel van de Oostenrijkse selectie dat de halve finale wist te behalen op het EK 2017. Kirchberger was ook van de partij op het EK 2022 in Engeland.